# スクールTOMAS
株式会社スクールTOMAS（スクールとーます、英: School TOMAS Co., Ltd.）は、2000年7月に設立された学校内個別指導塾を運営している企業である。
創業時は株式会社日本エデュネット（にほんエデュネット、英: Nihon Edunet Co. Ltd.）という社名だったが、2013年10月に現在の社名に変更した。
株式会社リソー教育の子会社の一つで、グループの子会社の中でも一際資本金が多く特定子会社となる。

## 概要
創業当時は、利用者が自宅からインターネットを介し、リアルタイムで個別指導を受けられる「ハローe先生」を主事業とするも業績は低迷。
2007年から中学・高等学校と契約し、予め契約していた学校の生徒が校内自習室からインターネットを介して個別指導を受けられる「スクールｅステーション」を並行して展開し始めた。
2010年以降はより一歩踏み込み、高校など学校の一画を間借りして自習室兼個別指導塾を設置する事業に完全転換し、自宅向けの事業は終了している。
2016年11月、「TOMAS ENGLISH TRAINING CENTER, INC.」（とーますいんぐりっしゅとれーにんぐせんたー）を子会社として設立。
創業時に培ったノウハウをもとに、フィリピンで現地採用した講師からインターネットを介して英会話指導を受けられる「ハローe先生」を改めて開始。
2019年4月、東京都教育委員会との業務委託契約を締結。東京都立高等学校の生徒を対象に大学進学に向けた指導を始めた。
2020年5月にはatama plusが開発・提供するAI先生「atama＋」を活用し、家庭学習を含む学習支援サービスを提供していることを発表。
同年6月、KDDIまとめてオフィス株式会社との業務委託契約を締結。スクールTOMASを導入する学校へのICT環境整備拡充と、KDDIまとめてオフィスがIT基盤導入を進めている学校へ学校内学習支援システムを導入し、日本の学校のICT環境整備を共同で進めると発表した。

## 不祥事
2010年2月、従業員が電車で移動中に127名分の個人情報が記録されているパソコンおよび記憶媒体が、入っている鞄ごと盗難される不祥事が発生した。